# Reina Claudia Tardía
Reina Claudia Tardía sinonimia: Reine Claude Tardive, es una variedad cultivar de ciruelo (Prunus domestica), de las denominadas ciruelas europeas,
una variedad de ciruela obtenida por M. Latinoisuit Fourqueux (Seine-et-Oise) cerca de París, a partir de 'Reina Claudia Verde', introducida en los circuitos comerciales en 1885 como 'Reine Claude Tardive'. Las frutas tienen un tamaño pequeño a medio, color de piel verde amarillento apagado o calabaza claro con estrías amarillentas, anchas, que parten de la cavidad peduncular, ligera chapa sonrosada y salpicaduras carmín vivo, y pulpa de color verdosa o amarillo calabaza, transparente, con textura blanda, fibrosa, medianamente jugosa, y sabor muy dulce, almibarado, bueno.

## Sinonimia
- "Reine Claude Tardive",
- "Reine Claude Tardive de Chamboury",
- "Reine Claude de Chamboury",
- "Durchscheinende Reineclaude".[4][5][6]

## Historia
El área de origen de los ciruelos "Reina Claudia" sería seguramente Siria?, y se obtuvo en Francia tras el descubrimiento de un ciruelo importado de Asia que producía ciruelas de color verde. Este ciruelo fue traído a la corte de Francisco I por el embajador del reino de Francia ante la "Sublime Puerta", en nombre de Solimán el Magnífico.
El nombre de Reina Claudia es en honor de Claudia de Francia (1499–1524), duquesa de Bretaña, futura reina consorte de Francisco I de Francia (1494–1547). En Francia le decían la bonne reine.
'Reina Claudia Tardía' es una variedad francesa antigua, obtenida por M. Latinoisuit Fourqueux (Seine-et-Oise) cerca de París, a partir de 'Reina Claudia Verde', introducida en los circuitos comerciales en 1885 como 'Reine Claude Tardive'.
'Reina Claudia Tardía' está cultivada en el banco de germoplasma de cultivos vivos de la Estación experimental Aula Dei de Zaragoza. Está considerada incluida como una variedad local muy antiguas, cuyo cultivo se centraba en comarcas muy definidas, que se caracterizan por su buena adaptación a sus ecosistemas, y podrían tener interés genético en virtud de su características organolepticas y resistencia a enfermedades, con vista a mejorar a otras variedades.

## Características
'Reina Claudia Tardía' árbol de vigoroso crecimiento, con ramas largas y robustas que forman una copa ancha, redonda y despeinada, que da frutos irregulares y ocasionalmente abundantes. Requiere suelo ligero y una posición soleada. Las mejores frutas vienen cuando hay un comienzo de verano húmedo y un clima cálido y seco en el período de maduración. Si el clima es al revés, gran parte de la cosecha se pierde por culpa de la monilinia (Podredumbre parda). Tiene un tiempo de floración que comienza a partir del 16 de abril con el 10% de floración, para el 20 de abril tiene una floración completa (80%), y para el 29 de abril tiene un 90% de caída de pétalos.
'Reina Claudia Tardía' tiene una talla de tamaño pequeño a mediano, de forma redondeada o redondeada aplastada (la forma es idéntica a la 'Reine Claude verte', la fruta es de color ligeramente más claro), depresión ligera en la zona ventral, más acusada en la zona pistilar y continuando en la parte inferior dorsal, ligeramente asimétrica, con la sutura línea fina, bastante visible, transparente, color claro indefinido, muy recubierta de pruina, superficial en depresión mediana de polo a polo; epidermis tiene una piel gruesa, apergaminada, recubierta de pruina gris violácea, no se aprecia pubescencia, siendo el color de la piel verde amarillento apagado o calabaza claro con estrías amarillentas, anchas, que parten de la cavidad peduncular, ligera chapa sonrosada y salpicaduras carmín vivo, punteado muy abundante, pequeño,
blanquecino, sin aureola o con aureola rojo carmín solo sobre la chapa, pequeñas cicatrices y puntos ruginosos-"russetting" de color violáceo y a veces aureolados de carmín; Pedúnculo de longitud corto, grueso, pubescente, ubicado en una cavidad del pedúnculo de anchura media, casi superficial, poco rebajada en la sutura;pulpa de color verdosa o amarillo calabaza, transparente, con textura blanda, fibrosa, medianamente jugosa, y sabor muy dulce, almibarado, bueno.
Hueso adherente, pequeño, redondeado, asimétrico, aplastado, con la zona ventral estrecha, saliente, a veces con pequeña cresta, surco dorsal estrecho y profundo, los laterales poco marcados, superficie arenosa, lisa con finos surcos y estrías en la zona pistilar.
Su tiempo de recogida de cosecha se inicia en su maduración a finales de septiembre y principios de octubre.

## Usos
La ciruela 'Reina Claudia Tardía' se comen crudas de fruta fresca en mesa, en macedonias de frutas, pero también en postres, repostería, como acompañamiento de carnes y platos. Se transforma en mermeladas, almíbar de frutas, compotas.

## Cultivo
Autofértil, es una muy buena variedad polinizadora de todos los demás ciruelos de Reina Claudia.

## Enfermedades y plagas
Plagas específicas:
Pulgones, Cochinilla parda, aves Camachuelos, Orugas, Araña roja de árboles frutales, Polillas minadoras de hojas, Pulgón enrollador de hojas de ciruelo.
Enfermedades específicas:
Podredumbre parda de las ciruelas.